# Afrikanische Riesenschnecken
Die Afrikanischen Riesenschnecken (Achatinidae), auch Große Achatschnecken genannt, bilden eine Familie von Landlungenschnecken. Zwar gibt es unter den Afrikanischen Riesenschnecken auch zahlreiche kleinere Arten, doch finden sich in der Gattung Achatina die größten Landlungenschnecken der Erde. Der größte Vertreter der Afrikanischen Riesenschnecken ist die Echte Achatschnecke (Achatina achatina), die eine Gehäuselänge von bis zu 20 cm (gemessen vom Apex bis zur Gehäusemündung) erreichen kann. Das Gehäuse selbst ist konisch und läuft spitz zu, während der Körper oft dem der in Europa bekannten Weinbergschnecken sehr ähnelt.
In Europa gibt es eine Familie von sehr kleinen Landlungenschnecken, die ebenfalls „Achatschnecken“ genannt werden (oder auch Glattschnecken), aber mit den Afrikanischen Riesenschnecken nicht näher verwandt sind.

## Verbreitung
Die Familie ist in ihrer natürlichen Verbreitung beschränkt auf Afrika südlich der Sahara. Die Verbreitungsgrenze im Norden reicht vom Senegal im Westen über die Region des Tschadsees bis nach Süd-Äthiopien und Somaliland im Osten. Im Süden erreichen sie die Südküste der Kapprovinz in Südafrika. Die Artenzahl ist in Zentralafrika, sowohl im Osten wie im Westen, am höchsten, während sowohl Südafrika wie der Nordosten artenärmer sind. Die Inseln São Tomé und Príncipe besitzen wenige (dort endemische) Arten.
Insbesondere die Große Achatschnecke Lissachatina fulica wurde in etliche Regionen mit ähnlichem Klima verschleppt und ist heute beinahe weltweit eine invasive Art.

## Biologie und Ökologie
Arten der Familie leben vor allem in Wäldern wie im tropischen Regenwald, kommen aber auch in trockeneren, savannenartigen Lebensräumen vor. Wenige Arten (mit relativ geringer Körpergröße) dringen im Süden bis in wüstenartige Lebensräume vor. Viele Arten tolerieren Rodungen im Wald, sie kommen in kaum verminderter Dichte in Plantagen und im Kulturland vor, wo sie gelegentlich an Kulturpflanzen schädlich werden können. Die Arten erreichen aber in indigenen Lebensräumen niemals so hohe Dichten wie die Große Achatschnecke in manchen Regionen, in die sie eingeschleppt worden ist. Viele der größeren Arten werden als Fleischlieferanten intensiv besammelt.
Aufgrund ihrer Empfindlichkeit gegenüber Trockenheit sind fast alle Arten streng nachtaktiv. Bei Austrocknung können viele Arten ihr Gehäuse mit einem Diaphragma verschließen.
Die Schnecken ernähren sich sowohl von pflanzlicher als auch von tierischer Nahrung. In der freien Natur ernähren sie sich von fast allen erdenklichen Pflanzenarten, von Früchten, Rinde und Aas. Dementsprechend können sie bei der Haltung im Terrarium mit jeder Art von Obst und Gemüse gefüttert werden, aber auch mit einer Eiweißquelle, wie Mehlwürmer oder Bachflohkrebse. Da die Afrikanischen Riesenschnecken große Gehäuse tragen, die zudem je nach Art dick und schwer sind, benötigen sie zu deren Bau viel Kalk. Den Großteil dieses Kalkes nehmen sie über die Nahrung auf. Kalkhaltige Erde wird ebenso wie kalkhaltiges Gestein aufgenommen. Bei der Haltung als Haustier empfiehlt sich die Beigabe von Sepiaschalen als Kalkquelle.

## Fortpflanzung

Afrikanische Riesenschnecken bei der Paarung

Afrikanische Riesenschnecken sind Zwitter (hermaphroditisch), das heißt, sie besitzen sowohl männliche als auch weibliche Geschlechtsorgane. Während der Paarung wird Samen ausgetauscht, anschließend entwickeln sich die Eizellen und die Tiere befruchten diese mit dem gespeicherten Samen. So muss es nicht unmittelbar nach einer Kopulation zu einem Gelege kommen.
Die meisten Vertreter der Familie Achatinidae legen Eier ab, die entweder klein und dafür zahlreich (oft über 300 Eier pro Gelege) oder recht groß und dafür aber wenige sind. Manche Arten wie Lissachatina iredalei sind sogar lebendgebärend.
Im Normalfall legen die Afrikanischen Riesenschnecken ihre Eier in einer selbstgegrabenen Höhle im feuchten Erdreich ab. Das geschieht meist an einer Stelle, an der der Boden möglichst kalkhaltig ist. Der Grund dafür ist, dass die Jungschnecken die erste Zeit ihres Lebens noch im Bodengrund verbringen und dort Kalk und Nahrung aufnehmen, um ihre zerbrechlichen kleinen Gehäuse zu stärken. Ist der Bodengrund zu nass, können Embryonen und Jungschnecken ersticken. Sind die Jungtiere kräftig genug, stoßen sie an die Oberfläche. Sie sind vollkommen selbstständig.

## Gattungen
Die unterschiedlichen Gattungen der Familie der Achatinidae unterscheiden sich in Größe, Form und Farbe der Gehäuse und der Weichkörper.
Die beiden bekanntesten Gattungen sind Achatina und Archachatina. Unterscheidungsmerkmal ist bei diesen beiden Gattungen die Größe der Eier, die Columella und die Endung des Apex. So legen Arten der Gattung Achatina ca. 5 mm kleine Eier, aber dafür bis zu 300 Stück, wohingegen Archachatina-Arten nur wenige Eier legen, die ca. 2 cm groß sind.
Die folgende Aufstellung der Gattungen folgt der Datenbank MolluscaBase
- Unterfamilie Achatininae Swainson, 1840
  - Tribus Achatinini Swainson, 1840
    - Gattung Achatina Lamarck, 1799
    - Gattung Archachatina Albers, 1850
    - Gattung Atopocochlis Crosse & P. Fischer, 1888
    - Gattung Bequaertina Mead, 1994
    - Gattung Brownisca Mead, 2004
    - Gattung Bruggenina Mead, 2004
    - Gattung Burtoa Bourguignat, 1890
    - Gattung Cochlitoma A. Férussac, 1821
    - Gattung Leptocalina Bequaert, 1950
    - Gattung Leptocallista Pilsbry, 1904
    - Gattung Lignus Gray, 1834
    - Gattung Lissachatina Bequaert, 1950
    - Gattung Metachatina Pilsbry, 1904
    - Gattung Pseudachatina Albers, 1850

  - Tribus Callistoplepini Mead, 1994
    - Gattung Callistoplepa Ancey, 1888
    - Gattung Leptocala Ancey, 1888

  - Tribus Limicolariini Schileyko, 1999
    - Gattung Columna Perry, 1811
    - Gattung Limicolaria Schumacher, 1817
    - Gattung Limicolariopsis d’Ailly, 1910
- Unterfamilie Coeliaxinae Pilsbry, 1907
  -     - Gattung Balfouria Crosse, 1885
    - Gattung Coeliaxis H. Adams & Angas, 1865
    - Gattung Ischnocion Pilsbry, 1907
    - Gattung Nannobeliscus Weyrauch, 1967
    - Gattung Neosubulina E.A. Smith, 1898
    - Gattung Riebeckia E. von Martens, 1883
- Unterfamilie Cryptelasminae Germain, 1916
  -     - Gattung Cryptelasmus Pilsbry, 1907
    - Gattung Thomea Girard, 1893
- Unterfamilie Glessulinae Godwin-Austin, 1920
  -     - Gattung Glessula E. von Martens, 1860
- Unterfamilie Opeatinae Thiele, 1931
  -     - Gattung Eremopeas Pilsbry, 1906
    - Gattung Opeas Albers, 1850
- Unterfamilie Petriolinae Schileyko, 1999
  -     - Gattung Aporachis D. Holyoak, 2020
    - Gattung Bocageia Girard, 1893
    - Gattung Ceras Dupuis & Putzeys, 1901
    - Gattung Chilonopsis Fischer von Waldheim, 1848
    - Gattung Cleostyla Dall, 1896
    - Gattung Comoropeas Pilsbry, 1906
    - Gattung Dictyoglessula Pilsbry, 1919
    - Gattung Homorus Albers, 1850
    - Gattung Ischnoglessula Pilsbry, 1919
    - Gattung Itiopiana Preston, 1910
    - Gattung Kempioconcha Preston, 1913
    - Gattung Liobocageia Pilsbry, 1919
    - Gattung Mabilliella Ancey, 1886
    - Gattung Nothapalinus Connolly, 1923
    - Gattung Nothapalus E. von Martens, 1897
    - Gattung Oleata Ortiz de Zárate & Ortiz de Zárate, 1959
    - Gattung Oreohomorus Pilsbry, 1919
    - Gattung Petriola Dall, 1905
    - Gattung Subuliniscus Pilsbry, 1919
    - Gattung Subulona E. von Martens, 1889
- Unterfamilie Pyrgininae Germain, 1916
  -     - Gattung Pseudobalea Shuttleworth, 1854
    - Gattung Pyrgina Greef, 1882
- Unterfamilie Rishetiinae Schileyko, 1999
  -     - Gattung Bacillum Theobald, 1870
    - Gattung Eutomopeas Pilsbry, 1946
    - Gattung Rishetia Godwin-Austen, 1920
    - Gattung Tortaxis Pilsbry, 1906
- Unterfamilie Rumininae Wenz, 1923
  -     - Gattung Krapfiella Preston, 1911
    - Gattung Lubricetta F. Haas, 1928
    - Gattung Namibiella Zilch, 1954
    - Gattung Rumina Risso, 1826
    - Gattung Xerocerastus Kobelt & Möllendorff, 1902
- Unterfamilie Stenogyrinae P. Fischer & Crosse, 1877
  -     - Gattung Chryserpes Pilsbry, 1906
    - Gattung Cupulella Aguayo & Jaume, 1948
    - Gattung Dolicholestes Pilsbry, 1906
    - Gattung Lyobasis Pilsbry, 1903
    - Gattung Neobeliscus Pilsbry, 1896
    - Gattung Obeliscus H. Beck, 1837
    - Gattung Ochroderma Ancey, 1885
    - Gattung Ochrodermatina Thiele, 1931
    - Gattung Ochrodermella Pilsbry, 1907
    - Gattung Plicaxis Sykes, 1903
    - Gattung Promoussonius Pilsbry, 1906
    - Gattung Protobeliscus Pilsbry, 1906
    - Gattung Rhodea H. Adams & A. Adams, 1855
    - Gattung Stenogyra Shuttleworth, 1854
    - Gattung Synapterpes Pilsbry, 1896
    - Gattung Zoniferella Pilsbry, 1906
- Unterfamilie Subulininae P. Fischer & Crosse, 1877
  -     - Gattung Allopeas H. B. Baker, 1935
    - Gattung Beckianum H. B. Baker, 1961
    - Gattung Curvella Chaper, 1885
    - Gattung Dysopeas H. B. Baker, 1927
    - Gattung Euonyma Melvill & Ponsonby, 1896
    - Gattung Fortuna Schlickum & Strauch, 1972
    - Gattung Hypolysia Melvill & Ponsonby, 1901
    - Gattung Lamellaxis Strebel & Pfeffer, 1882
    - Gattung Lavajatus Simone, 2018
    - Gattung Leptinaria H. Beck, 1837
    - Gattung Leptopeas H. B. Baker, 1927
    - Gattung Micropeas Connolly, 1923
    - Gattung Neoglessula Pilsbry, 1909
    - Gattung Paropeas Pilsbry, 1906
    - Gattung Pelatrinia Pilsbry, 1907
    - Gattung Prosopeas Mörch, 1876
    - Gattung Pseudoglessula O. Boettger, 1892
    - Gattung Pseudopeas Putzeys, 1899
    - Gattung Striosubulina Thiele, 1933
    - Gattung Subulina H. Beck, 1837
    - Gattung Vegrandinia Salvador, Cunha & Simone, 2013
    - Gattung Zootecus Westerlund, 1887
- Unterfamilie Thyrophorellinae Girard, 1895
  -     - Gattung Thyrophorella Greeff, 1882

### Ausgewählte Arten im Terrarium
Die folgenden Arten werden oft in Terrarien gehalten:

#### Lissachatina fulica wildfarben

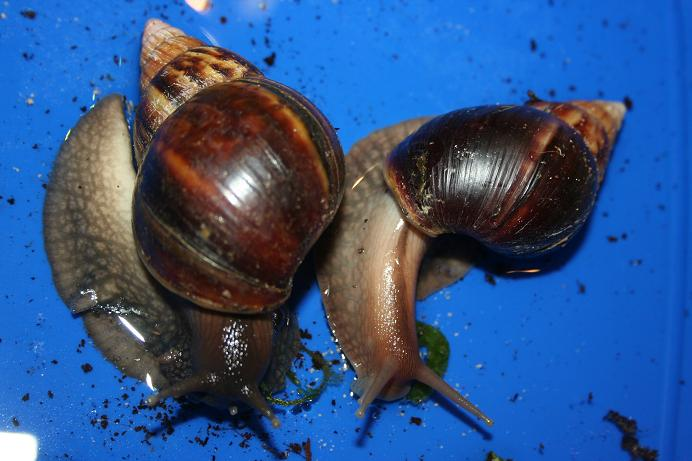
Lissachatina fulica

Die Große Achatschnecke erreicht normalerweise eine Gehäuselänge von bis zu 13 cm und kann in seltenen Fällen bis zu 20 cm erreichen. Das Gehäuse ist in der Grundfarbe dunkelbraun bis hornfarben und trägt zahlreiche Streifen. Der Weichkörper ist hell- bis dunkelbraun und besitzt einen Aalstrich. Ein Gelege enthält normalerweise zwischen 150 und 500 Eiern, kann aber auch bis zu 800 Eier beinhalten. Der Apex ist spitz und weiß bis rot. Diese Art braucht 80 % Luftfeuchtigkeit und 20 bis 26 °C. Lissachatina fulica ist die gängigste Art in Terrarienhaltung, weil sie so viele Eier legt. Die Mindestgrösse für das Terrarium für eine kleine Gruppe ausgewachsener Lissachatina fulica ist 100 × 40 × 50 cm oder 200 Liter. Diese Art sollte mindestens zu dritt gehalten werden.

#### Lissachatina fulica rodatzi

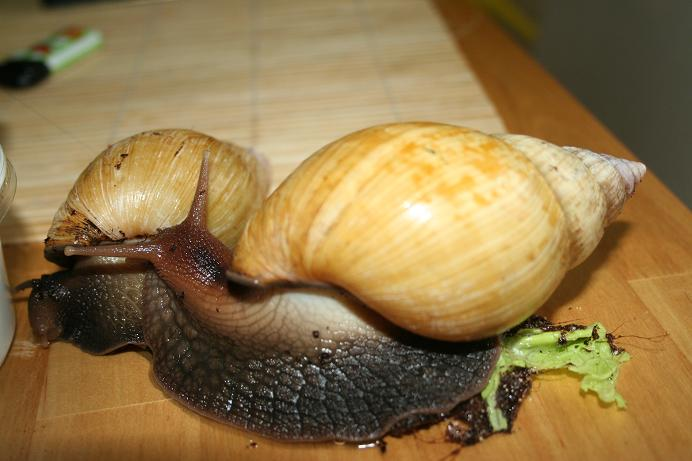
Lissachatina fulica rodatzi

Lissachatina fulica rodatzi ist eine Unterart der Lissachatina fulica, doch durch unzählige Verpaarungen in der Terraristik sind die typischen Merkmale für diese Unterart so gut wie verschwunden. Anfangs hatte diese Unterart ein viel bauchigeres Gehäuse, wodurch sie sich als Unterart der Lissachatina fulica unterschied. Das Besondere an der Lissachatina fulica rodatzi ist der Teilalbinismus, der das Gehäuse betrifft. Aufgrund der fehlenden Farbpigmente erscheint die Schale gelb bis hornfarben und streifenlos. Der Körper hingegen ist ganz normal grau bis bräunlich gefärbt. Lissachatina fulica  rodatzi erreicht eine Gehäuselänge von etwa 10–12 cm. Der Apex ist spitz, die Columella ist gelblich bis farblos. Von dieser Unterart werden auch albinotische Formen im Terrarium gehalten.

#### Lissachatina allisa

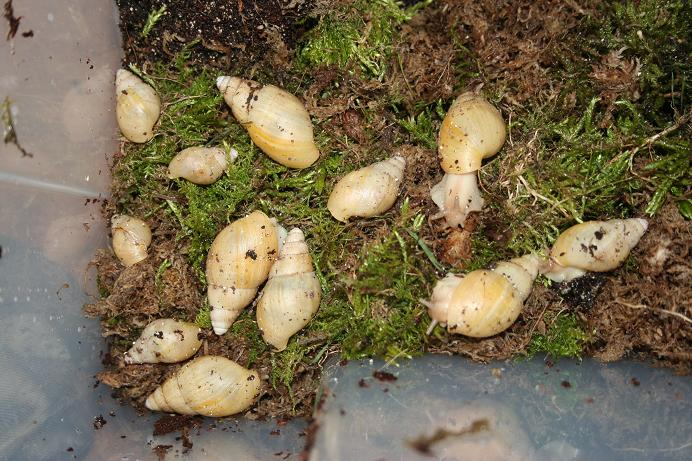
Lissachatina allisa

ist mit einer Gehäusegröße von ca. 7 cm eine verhältnismäßig kleine Riesenschneckenart. Das Gehäuse ist hellgelb mit gelben Streifen bis weiß, der Weichkörper weiß bis gelblich. Der Apex ist spitz. Die Besonderheit dieser Art ist, dass sie als eine der wenigen Afrikanischen Riesenschnecken lebende Junge zur Welt bringt, anstatt Eier abzulegen. Die Gelegegröße beschränkt sich auf ca. 30 Jungtiere, welche auch größer sind als die Eier in den Gelegen der anderen Achatina-Arten, da sie ja bereits vollständig entwickelt sind. Diese Art braucht 80 bis 90 % Luftfeuchtigkeit und 23 bis 27 °C. Die Mindestgröße für ein Terrarium für eine kleine Gruppe ausgewachsener Lissachatina allisa ist 60 × 40 × 40 cm oder 96 Liter. Diese Art sollte mindestens zu dritt gehalten werden.

#### Achatina achatina

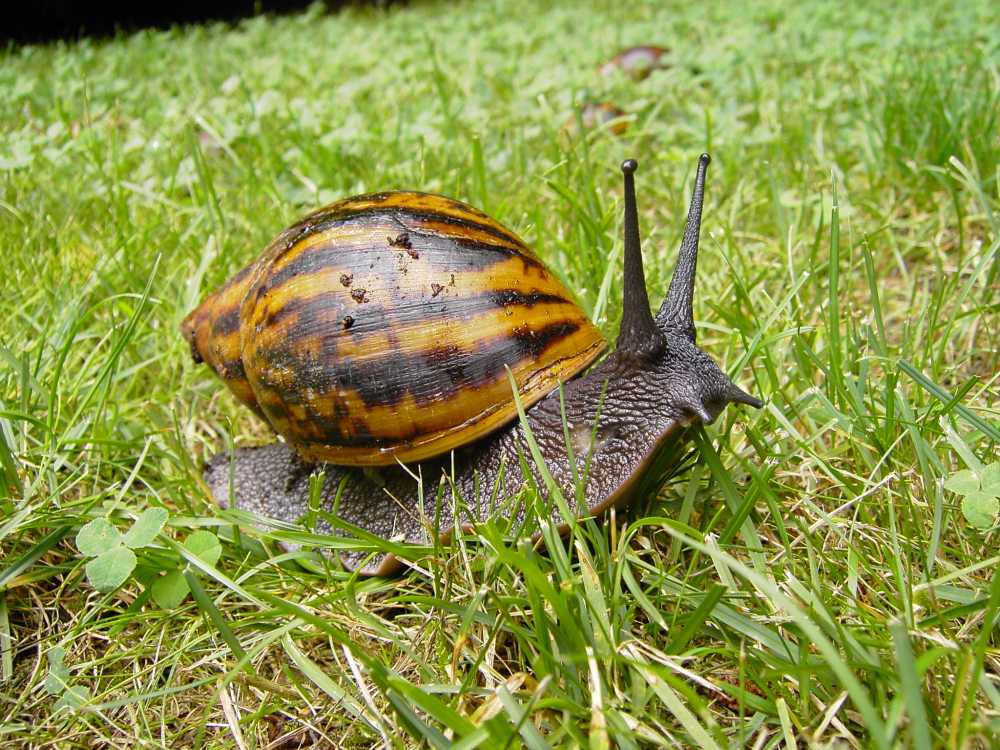
Achatina achatina

Die Echte Achatschnecke ist die größte bisher bekannte Landlungenschnecke der Erde und kann eine Gehäuselänge von bis zu 20 cm erreichen. Die Grundfarbe schwankt zwischen sehr hell, fast gelb und einem dunklen Braun. Es zeichnet sich darauf ein braunes bis schwarzes Streifenmuster ab, das der Art auch den Namen „Tiger“ eingebracht hat. Der Körper selbst ist meist sehr dunkel gefärbt, hellgrau bis schwarz. Auf dem hinteren Ende des Weichkörpers findet sich eine Art „V“, gebildet von erhobenen Teilen des Weichkörpers (wirkt wie ein hornartiger Aufsatz). Der Apex ist spitz und die Columella rot.

#### Lissachatina reticulata

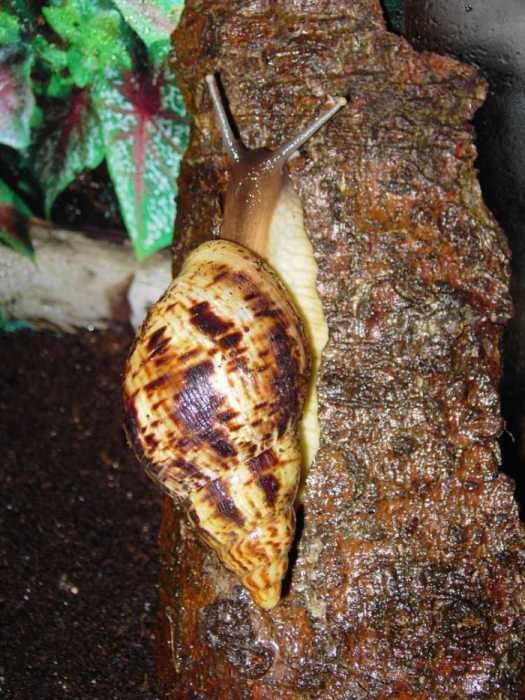
Lissachatina reticulata

ist die zweitgrößte Landlungenschnecke und kann eine Gehäuselänge von 18 cm erreichen. Die Grundfarbe des Gehäuses ist weiß bis cremefarben/beige und trägt verschiedenste Fleckenmuster in dunkel- bis hellbraunen Farbschattierungen. Der Weichkörper ist beige mit einem dunkelbraunen bis schwarzen Kopf und Augenstielen, es gibt aber auch Körperalbinos mit völlig weißem/gelblichen Weichkörper, die bei Schneckenhaltern und Züchtern oft sehr beliebt sind. Der Apex ist spitz und das Gehäuse hat eine rillige, riffelige Oberfläche.

#### Lissachatina immaculata
gibt es in drei Farbvarianten.

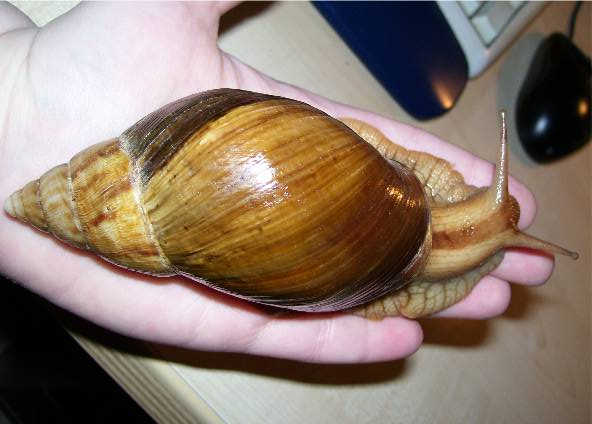
Eine Adulte L. immaculata immaculata, Gehäuselänge ca. 12 cm

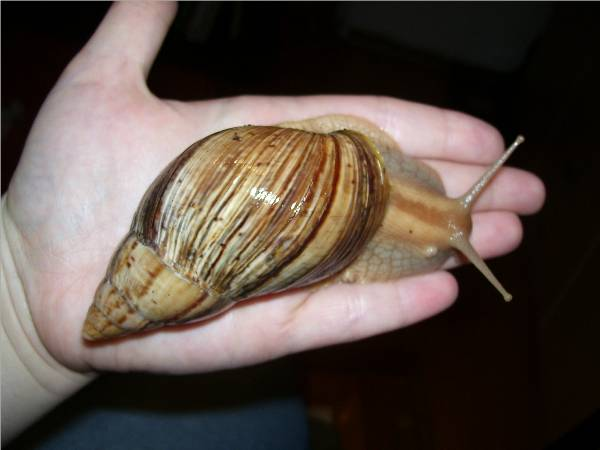
Lissachatina immaculata var. panthera

Lissachatina immaculata immaculata besitzt eine größtenteils einheitliche Färbung der letzten Gehäusewindung. Diese variiert von hell- bis dunkelbraun. Die vorherigen Windungen sind heller.
lissachatina immaculata panthera hat eine goldene bis braune Grundfärbung des Hauses mit einem deutlichen Streifenmuster.
Lissachatina immaculata „two-tone“ besitzt eine, der Länge nach geteilte, Farbe der letzten Hauswindung. Diese kann variieren zwischen rosa und violett. Die Grundfarbe ist weiß bis gold-braun.
Alle drei Varianten der Lissachatina immaculata haben einen weißen Apex und die Columella ist rosa, altrosa bis violett. Die Gehäusegröße dieser Tiere liegt zwischen 9 und 13 cm. Der Weichkörper weist einen deutlichen Aalstrich auf und variiert zwischen rosa, gold und hellbraun. Das Netzmuster des Fußes ist sehr ausgeprägt.

#### Lissachatina albopicta

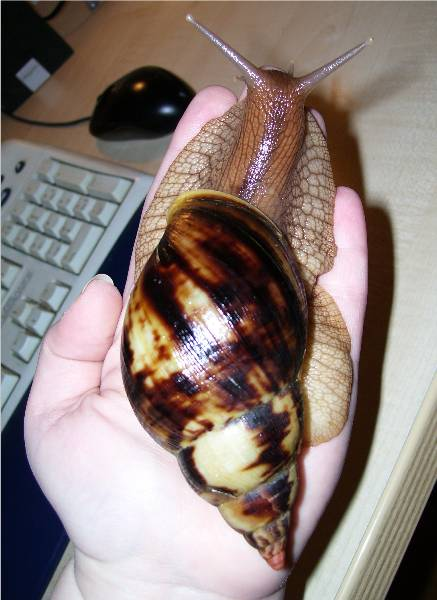
Eine Lissachatina albopicta auf einer Hand

kann eine Gehäusegröße von bis zu 12 cm erreichen. Die Grundfarbe des Gehäuses ist weiß bis gelb und weist ein deutliches, dunkles Fleckenmuster auf. Der Apex ist rosa bis rot. Das Gehäuse sieht ähnlich aus wie das der Lissachatina reticulata und es ist auch ähnlich geriffelt. Der Weichkörper ist bräunlich und besitzt einen eher undeutlichen Aalstrich. Diese Art braucht 80 % Luftfeuchtigkeit und 20 bis 26 °C. Sie eignet sich für fortgeschrittene Halter, da sie 150 bis 500 Eier pro Woche legen kann. Mindestgrösse für das Terrarium, Aquarium oder die Plastikbox für eine kleine Gruppe ausgewachsener Schnecken ist 100 × 40 × 40 cm oder 160 Liter.

#### Lissachatina zanzibarica
Das Gehäuse ist gelb bis grau und kann dunkle Streifen haben. Der Apex ist spitz und rosa bis rot. Der Weichkörper ist grau mit einem dunkleren Aalstrich. Diese Art ist lebendgebärend.

#### Archachatina marginata
mit der Unterart
Archachatina marginata ovum

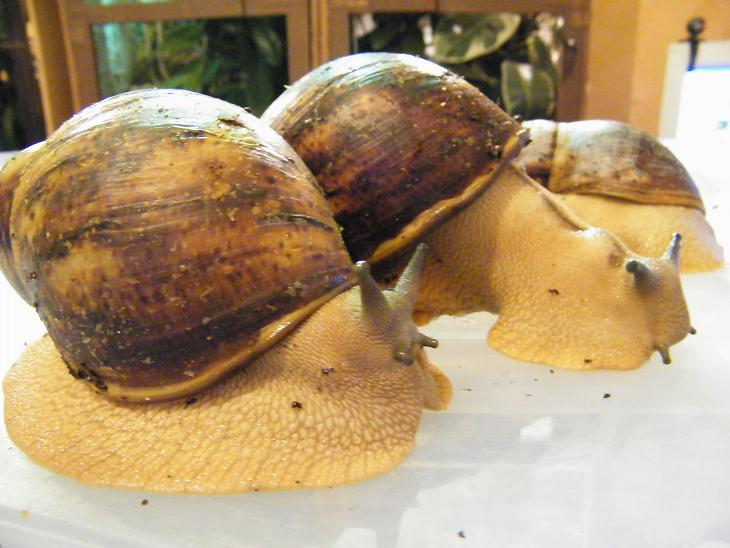
Archachatina marginata ovum amelanistisch

Diese Schnecke hat ein dunkelbraunes Gehäuse mit dunklerem Streifenmuster. Der Apex ist abgerundet. Die Gehäuselänge kann zwischen 12 und 22 cm variieren. Bei Arch. marginata ovum sind die Columellafarbe sowie der Apex orange. Auch hier ist am Fußende eine Erhebung in Form eines „V“ zu sehen. Die Körperfarbe kann in Zuchtformen variieren von weiß ohne dunkle Pupille in den Augen (albinotisch), weiß mit dunkler Pupille in den Augen (leuzistisch) und weiß mit dunklen Augenstielen und Augen sowie leicht gefärbtem Aalstrich (amelanistisch), in den Wildfarben in Schattierungen von beige, braun bis schwarz.
Die Wildfarben dominieren in der Vererbung über die hellen Zuchtformen. In diesen wiederum dominiert bspw. die amelanistische Farbe über die leuzistische.

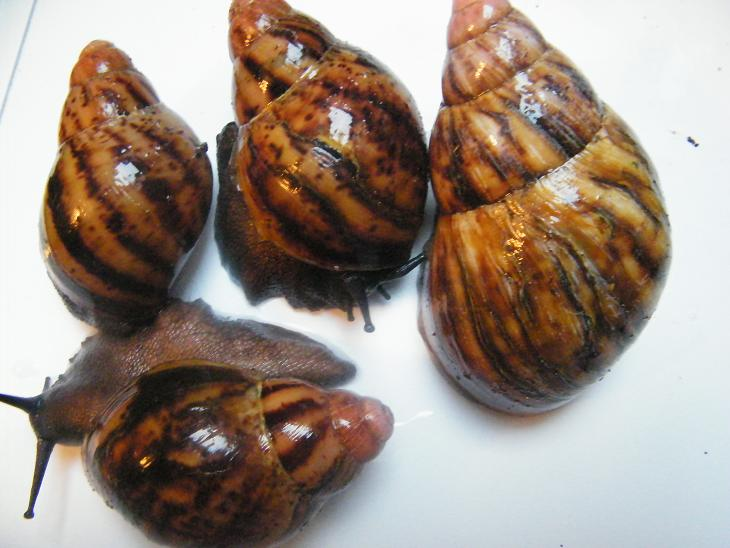
Archachatina marginata suturalis
Die Archachatina  marginata suturalis stammt ursprünglich aus Westafrika. Sie hat einen von dunkel- bis hellbraun variierenden Weichkörper. Das Gehäuse dieser Archachatina hat eine gelb-bräunliche Farbe. Es kann gefleckt, aber auch gestreift sein. Dies ist bei jedem Exemplar verschieden. Das Gehäuse wird zwischen 10 und 13 cm lang. Der Apex ist rosa gefärbt und rundlich. Die Columella ist ebenfalls rosa bis violett. Gewöhnliche Exemplare werden bis zu 50 Gramm schwer. Die Geschlechtsreife dieser Achatschneckenart tritt etwa bei Vollendung des ersten Lebensjahres ein (ca. mit 12 Monaten). Der Gelegeumfang ist sehr klein. Diese Schnecke legt acht bis zwölf Eier. Da sie eher im Westen Afrikas vorkommt, benötigt sie eine höhere Temperatur im Terrarium bzw. Aquarium und eine höhere Luftfeuchtigkeit.

## Haltung
Vor allem in England und Irland, zunehmend jedoch auch in Deutschland, Österreich und der Schweiz, stellen die Afrikanischen Riesenschnecken ein beliebtes Heimtier dar. Grund dafür ist einerseits ihre beeindruckende Größe und Zutraulichkeit, andererseits ihre verhältnismäßig einfache Haltung. Sie können auch als Therapie bei ADHS und Autismus verwendet werden.
Wichtig ist, bei der Anschaffung einzuplanen, dass die Schnecken, je nach Art, sehr groß werden können und viele Eier legen.
Afrikanische Riesenschnecken können in jedem handelsüblichen Terrarium von ausreichender Größe gehalten werden. Man kann sie auch in einer Plastikbox von ausreichender Größe halten. Der Vorteil bei Plastikboxen ist, dass sie Luftfeuchtigkeit und Wärme besser halten als ein Terrarium oder Aquarium, wodurch die Schnecken gleichmäßiger wachsen.